# Бабель, Исаак Эммануилович
Исаа́к Эммануи́лович Ба́бель (первоначальная фамилия Бо́бель; 30 июня (12 июля) 1894, Одесса, Херсонская губерния, Российская империя — 27 января 1940, Москва, РСФСР, СССР) — русский советский писатель, переводчик, сценарист, драматург, журналист и военный корреспондент. Автор сборников рассказов и новелл «Конармия» и «Одесские рассказы».
Был арестован НКВД 15 мая 1939 года по сфабрикованным обвинениям в терроризме и шпионаже и казнён 27 января 1940 года.

## Биография
Биография Бабеля имеет ряд пробелов и неточностей, связанных с тем, что соответствующие заметки, оставленные самим писателем, во многом являются приукрашенными, изменёнными или даже «чистым вымыслом» в соответствии с художественным замыслом или политическим диктатом времени.

### Дата рождения
В различных публикациях встречались расхождения по поводу точной даты рождения Бабеля. В Краткой литературной энциклопедии датой рождения названо 1 июля по старому стилю, по новому — 13 июля. Однако в сохранившейся Метрической книге канцелярии одесского городского раввина указана дата рождения по старому стилю — 30 июня. Тот же день рождения, 30 июня, Бабель указал в автобиографии 1915 года, сохранившейся в документах Киевского коммерческого института. «Краткая летопись жизни и творчества Исаака Эммануиловича Бабеля», составленная Ушером Моисеевичем Спектором, содержит ошибку перевода старого стиля в новый: здесь 30 июня ст. ст. соответствует 13 июля н. ст. (вместо 12 июля). Надо полагать, что данная ошибка и получила распространение в справочной литературе.

### Детство
Родился 30 июня (по старому стилю) 1894 года в Одессе на Молдаванке, был третьим ребёнком сквирского мещанина, торговца Маня Ицковича Бобеля (Эммануила (Мануса, Мане) Исааковича Бабела, 1864—1924), родом из Сквиры Киевской губернии, и Фейги (Фани) Ароновны Бобель (урождённой Швехвель). Семья жила в доме на углу Дальницкой и Балковской улиц. В справочнике «Вся Одесса» за 1911 год Бабель Э. И. указан как представитель фабрики весов, расположенной в доме № 17 по Ришельевской улице.

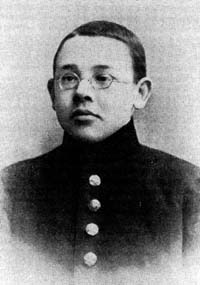
Исаак Бабель в 14 лет в ученической форме

Не позднее осени 1895 года семья переехала в Николаев Херсонской губернии, где И. Э. Бабель жил до одиннадцати лет (в доме Вайнштейна по Херсонской улице угол Фалеевской) и где родились две его сестры — Ида (1895—1898) и Мария (1897—1987). В ноябре 1903 года он поступал в первый набор приготовительного класса открывавшегося 9 декабря того же года Николаевского коммерческого училища имени С. Ю. Витте, но выдержав три устных экзамена (по Закону Божию, русскому языку и арифметике) на пятёрки, не был принят «за недостатком вакансии». После поданного его отцом 20 апреля 1904 года прошения о повторном испытании, Исаак Бабель в августе заново сдал экзамены и по результатам испытаний был зачислен в первый класс, а 3 мая 1905 года переведён во второй. Согласно автобиографии И. Э. Бабеля, помимо традиционных дисциплин он частным образом изучал древнееврейский язык, Библию и Талмуд. Из второго класса он был переведён в Одесское коммерческое училище.

### Молодость и раннее творчество
Свободно владея идишем, русским и французским языками, Бабель первые свои произведения писал на французском языке, но они не сохранились.
В 1911 году, получив аттестат об окончании Одесского коммерческого училища, стал студентом Киевского коммерческого института, где учился на экономическом отделении под своей первоначальной фамилией Бобель; диплом получил в 1917 году. В период обучения впервые опубликовал своё произведение — рассказ «Старый Шлойме» — в киевском еженедельном иллюстрированном журнале «Огни» (1913, подпись «И. Бабель»). В Киеве студент Бабель познакомился с Евгенией Борисовной Гронфайн, дочерью богатого предпринимателя, которая в 1919 году сочеталась с ним законным браком.
В 1916 году он отправился в Петроград. Согласно воспоминаниям Бабеля, у него, как у еврея, не было правожительства (права на жительство вне черты оседлости). Однако исследователями был обнаружен документ, выданный Бабелю петроградской полицией, который разрешал ему проживать в городе на время учёбы в высшем учебном заведении. Ему удалось поступить сразу на четвёртый курс юридического факультета Петроградского психоневрологического института.
В том же году познакомился с М. Горьким, который опубликовал в журнале «Летопись» рассказы Бабеля «Элья Исаакович и Маргарита Прокофьевна» и «Мама, Римма и Алла». Они привлекли внимание, и Бабеля собрались судить за порнографию (1001-я статья), а также ещё по двум статьям — «кощунство и покушение на ниспровержение существующего строя», чему помешали события 1917 года. По совету М. Горького Бабель «ушёл в люди» и переменил несколько профессий. За публикацией в «Летописи» последовали публикации в «Журнале журналов» (1916) и «Новой жизни» (1918).
Осенью 1917 года Бабель, отслужив несколько месяцев рядовым на румынском фронте, дезертировал и пробрался в Петроград, где в начале 1918 года пошёл работать переводчиком в иностранный отдел ЧК, а затем в Наркомпрос и в продовольственные экспедиции. Печатался в газете «Новая жизнь». Весной 1920 года по рекомендации Михаила Кольцова под именем Кирилла Васильевича Лютова был направлен в 1-ю Конную армию под командованием Будённого в качестве военного корреспондента Юг-РОСТа, был там бойцом и политработником. В рядах 1-й Конной он стал участником Советско-польской войны 1920 года. Писатель вёл записи («Конармейский дневник», 1920 год), послужившие основой для будущего сборника рассказов «Конармия». Печатался в газете Политотдела 1-й Конармии «Красный кавалерист».
Позже работал в Одесском губернском комитете, был выпускающим редактором 7-й советской типографии (ул. Пушкинская, 18), репортёром в Тифлисе и Одессе, в Госиздате Украины. Согласно озвученной им самим версии в автобиографии, в эти годы не писал, хотя именно тогда начал создавать цикл «Одесских рассказов». В 1922 году сотрудничал в тифлисской газете «Заря Востока», в качестве корреспондента предпринял поездки по Аджарии и Абхазии.

### Период литературной активности

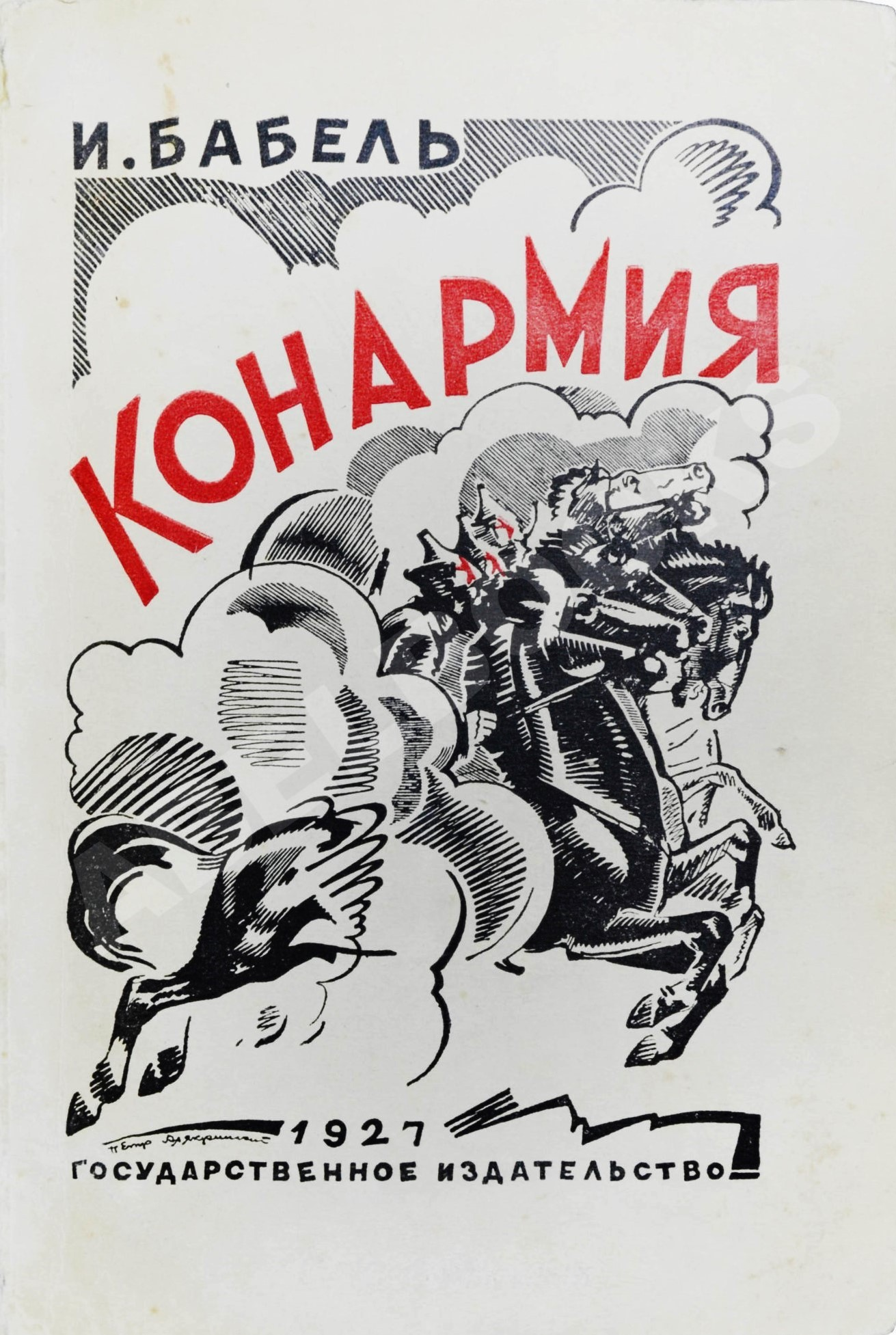
«Конармия» — наиболее известный сборник рассказов Бабеля

Цикл «На поле чести» увидел свет в январском номере одесского журнала «Лава» за 1920 год. В июне 1921 года в популярной одесской газете «Моряк» был впервые опубликован рассказ Бабеля «Король» (до 1930 года издавался отдельной книгой), ставший свидетельством творческой зрелости писателя. В 1923—1924 годах журналы «Леф», «Красная новь» и другие издания поместили ряд его рассказов, позднее составивших циклы «Конармия» и «Одесские рассказы». Бабель сразу же получил широкое признание как блестящий мастер слова. Его первая книга «Рассказы» вышла в 1925 году в издательстве «Огонёк». В 1926 году увидело свет первое издание сборника «Конармия», в последующие годы многократно переизданного.
Советская критика тех лет, отдавая должное таланту и значению творчества Бабеля, указывала на «антипатию делу рабочего класса» и упрекала его в «натурализме и апологии стихийного начала и романтизации бандитизма».
«Под пушек гром, под звоны сабель от Зощенко родился Бабель» 
(эпиграмма, цитируется по В. Катаеву)
В рассказах цикла «Конармия» интеллигентный автор-повествователь Кирилл Лютов со смешанными чувствами ужаса и восхищения описывает насилия и жестокость красноармейцев. В «Одесских рассказах» Бабель в романтическом ключе рисует жизнь еврейских уголовников начала XX века, находя в обиходе воров, налётчиков, а также мастеровых и мелких торговцев экзотические черты и сильные характеры. Самым запоминающимся героем этих рассказов является еврей-налётчик Беня Крик (его прототип — легендарный Мишка Япончик), по выражению «Еврейской энциклопедии» — воплощение бабелевской мечты о еврее, умеющем постоять за себя.
Мастер короткого рассказа, Бабель стремится к лаконизму и точности, сочетая в образах своих персонажей, сюжетных коллизиях и описаниях огромный темперамент с внешним бесстрастием. Цветистый, перегруженный метафорами язык его ранних рассказов в дальнейшем сменяется строгой и сдержанной повествовательной манерой.
Весной 1924 года Бабель находился в Одессе, где 2 марта того же года умер его отец, после чего вместе с матерью и сестрой окончательно поселился в Москве.
В 1925 году создал титры для немой кинокартины «Еврейское счастье». В 1926 году выступил редактором двухтомного собрания произведений Шолом-Алейхема в русских переводах и адаптировал для кинопостановки роман Шолом-Алейхема «Блуждающие звёзды», сценарий вышел в издательстве «Кинопечать» в том же году. В 1927 году принял участие в коллективном романе «Большие пожары», публиковавшемся в журнале «Огонёк».
В 1928 году Бабель опубликовал пьесу «Закат». Основой для пьесы стал неопубликованный рассказ «Закат», начатый им 1923—1924 годах. В 1927 году «Закат» был поставлен двумя театрами в Одессе — русским и украинским, но постановка 1928 года во МХАТе оказалась неудачной, и спектакль был закрыт после 12 представлений. Пьеса подверглась критике за «идеализацию хулиганства» и «тягу к мещанскому подполью».
В 1935 году он публикует пьесу «Мария». Перу Бабеля принадлежит также несколько сценариев («Джимми Хиггинс»), он сотрудничал с Сергеем Эйзенштейном.
С ужесточением цензуры и наступлением эпохи Большого террора Бабель печатался всё меньше. Занимался переводами с идиша, в том числе произведений Шолом-Алейхема и Давида Бергельсона (сборник рассказов последнего вышел в Журнально-газетном объединении в 1936 году). Несмотря на свои сомнения относительно происходящего, не эмигрировал, хотя имел такую возможность. С сентября 1927 по октябрь 1928 и с сентября 1932 по август 1933 жил за границей (Франция, Бельгия, Италия). В 1935 году — последняя поездка за границу на антифашистский конгресс писателей.
Делегат I съезда писателей СССР (1934).
В 1937 году выступил в «Литературной газете» с короткой заметкой «Ложь, предательство, смердяковщина», обличая бывших руководителей партии, обвинённых в создании подпольного параллельного троцкистского центра, и воспевая «гений Ленина и Сталина».

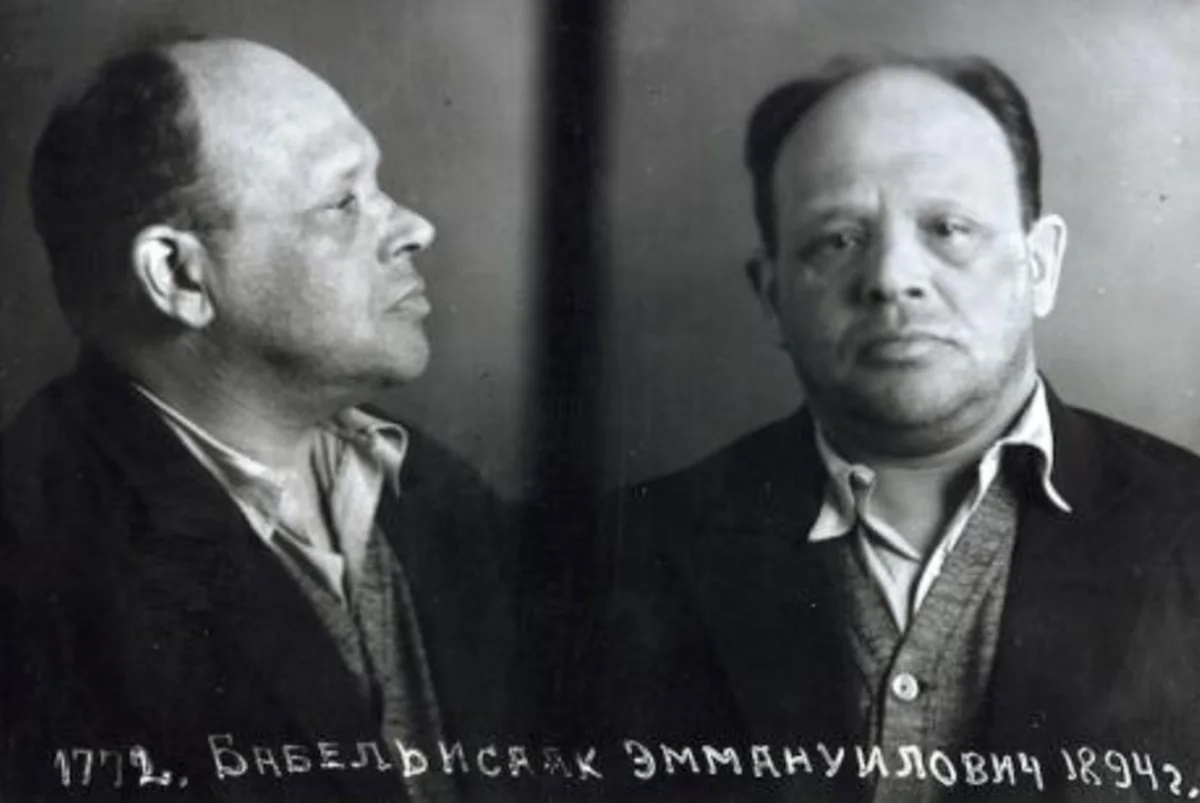
Бабель после ареста

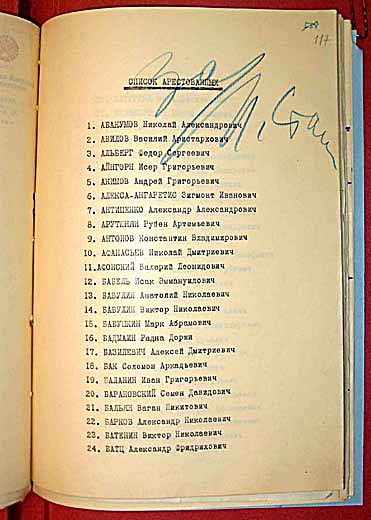
Список арестованных с именем Бабеля (№ 12). Пометка «за» и подпись Сталина

### Дискуссия о «Конармии»
Первые же публикации рассказов цикла «Конармия» оказались в явном контрасте с революционной пропагандой того времени, создававшей героические мифы о красноармейцах. У Бабеля появились недоброжелатели: так, Семён Будённый был в ярости от того, как Бабель описал жизнь и быт конармейцев, и в своей статье «Бабизм Бабеля в „Красной нови“» (1924) назвал его «дегенератом от литературы». Климент Ворошилов в том же 1924 году жаловался Дмитрию Мануильскому, члену ЦК, а позже главе Коминтерна, что стиль произведения о Конармии был «неприемлемым». Сталин же считал, что Бабель писал о «вещах, которые не понимал». Своеобразно выразился Виктор Шкловский: «Бабель увидел Россию так, как мог увидеть её французский писатель, прикомандированный к армии Наполеона». Но Бабель пребывал под покровительством Максима Горького, что гарантировало публикацию книги «Конармия». В ответ на нападки Будённого Горький заявил: «Читатель внимательный, я не нахожу в книге Бабеля ничего „карикатурно-пасквильного“, наоборот: его книга возбудила у меня к бойцам „Конармии“ и любовь, и уважение, показав их действительно героями, — бесстрашные, они глубоко чувствуют величие своей борьбы». Дискуссия продолжалась до 1928 года.

### Коллективизация на Украине
Известно, что Бабель собирал материал для романа о коллективизации. Однако опубликован был лишь один рассказ «Гапа Гужва» (с подзаголовком «Первая глава из книги `Великая Криница`») и анонсирован, но так и не опубликован, ещё один (второй рассказ из планировавшейся книги «Великая Криница» — «Колывушка», написанный в 1930 году — был опубликован уже посмертно); рабочие материалы к роману были изъяты при аресте писателя.
В. И. Дружбинский: «В декабре 1929 года Бабель пишет критику Вячеславу Полонскому: „Дорогой В. П. Выискиваю повод поехать в Киев, а оттуда в районы сплошной коллективизации, чтобы тут же описать это событие…“ Выезжая из Киева в Борисполь 16.02.1930 года, он писал родным: „…Сейчас идёт в сущности полное преобразование села и сельской жизни… событие, которое по интересу и важности переходит всё, что мы видели в наше время“. Ещё письмо: „И. Лившицу. Борисполь. 20.02.30. Я ночую в Бориспольском районе сплошной коллективизации. Höchst interessant. Завтра собираюсь опуститься на жительство в одном из самых глухих сёл… И. Б.“ Из Борисполя Бабель переехал в село Великая Старица, где прожил в доме учителя Кирилла Менжеги почти два месяца. Пребывание в этом селе оставило у писателя, как он сообщал родным, „одно из самых резких воспоминаний за всю жизнь — до сей минуты просыпаюсь в липком поту“». И далее: «Спустя год Исаак Эммануилович писал своей будущей жене Антонине Николаевне Пирожковой: »…Повидал я в Гражданскую потасовку много унижений, топтаний и изничтожений человека как такового, но всё это было физическое унижение, топтание и изничтожение. Здесь же, под Киевом, добротного, мудрого и крепкого человека превращают в бездомную, шелудивую и паскудную собаку, которую все чураются, как чумную. Даже не собаку, а нечто не млекопитающееся…"".
Со слов С. И. Липкина, вернувшись в Москву в апреле 1930 года, Бабель сказал своему другу Э. Г. Багрицкому: «Поверите ли, Эдуард Георгиевич, я теперь научился спокойно смотреть на то, как расстреливают людей». По утверждению В. В. Кожинова, коллективизация восхищала его. В начале 1931 года Бабель вновь отправился в те места, а в декабре 1933 голодного года писал в письме из станицы Пришибской к своей сестре в Брюссель: «Переход на колхозы происходил с трениями, была нужда, но теперь всё развивается с необыкновенным блеском. Через год-два мы будем иметь благосостояние, которое затмит всё, что эти станицы видели в прошлом, а жили они безбедно. Колхозное движение сделало в этом году решающие успехи, и теперь открываются действительно безбрежные перспективы, земля преображается. Сколько здесь пробуду — не знаю. Быть свидетелем новых отношений и хозяйственных форм — интересно и необходимо».
Напротив, согласно воспоминаниям М. Я. Макотинского (на киевской квартире которого писатель жил во время этих поездок), в 1930 году Бабель вернулся из Киевской области возбуждённым: «Вы себе представить не можете! Это непередаваемо — то, что я наблюдал на селе! И не в одном селе! Это и описать невозможно! Я ни-че-го не по-ни-маю!» «Оказывается», — пишет М. Макотинский, — «Бабель столкнулся с перегибами в коллективизации, которые позже получили наименование „головокружения от успехов“». Исследователь творчества И. Бабеля, профессор Стэнфордского университета Г. М. Фрейдин пишет: «По словам друга Бабеля Ильи Львовича Слонима, который делился с автором настоящей статьи своими воспоминаниями в 1960-е годы, Бабель, вернувшись из очередной поездки по районам коллективизации, говорил ему, что происходящее в деревне намного страшнее того, что ему доводилось видеть в гражданскую войну. Дошедшие до нас рассказы Бабеля о коллективизации, „Гапа Гужва“ и „Колывушка“, могут служить косвенным подтверждением этому свидетельству».
Название села Великая Старица, в котором жил писатель, было им при подготовке к публикации рассказа «Гапа Гужва» заменено на Великая Криница. Отсылая В. Полонскому в октябре 1931 года выправленную рукопись «Гапы Гужвы», предчувствоваший возможную реакцию на публикацию Бабель писал: «Пришлось изменить название села — для избежания сверхкомплектного поношения».
В попытках прервать творческое молчание в начале 1930-х годов И. Э. Бабель ездил также в Кабардино-Балкарию, подмосковное Молодёново, на Донбасс и Днепрострой.

### Арест и расстрел

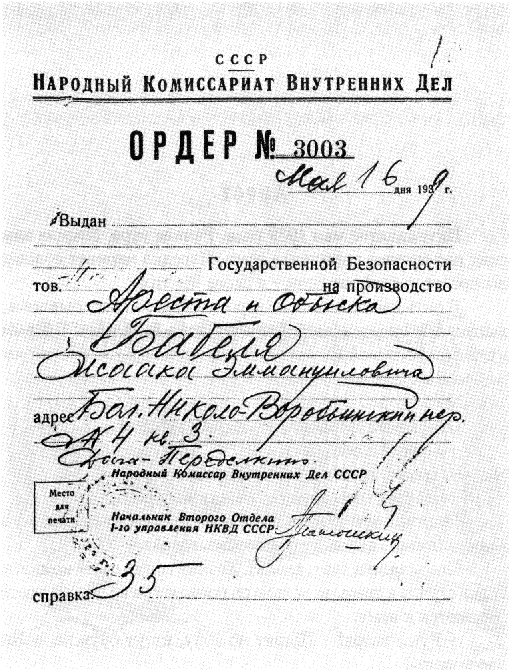
Ордер на арест и обыск И. Э. Бабеля

Летом 1938 года президиум СП СССР утвердил Бабеля членом редсовета Государственного издательства художественной литературы (ГИХЛ).
15 мая 1939 года Бабель был арестован на даче в Переделкино по обвинению в «антисоветской заговорщической террористической деятельности» и шпионаже (дело № 419). При аресте у него изъяли несколько рукописей, которые оказались навсегда утраченными (15 папок, 11 записных книжек, 7 блокнотов с записями). Судьба его романа о ЧК остаётся неизвестной. В 1939 году Арам Ванециан начал писать портрет Бабеля, оказавшийся последним прижизненным портретом писателя.
На допросах Бабеля подвергали пыткам. Его вынудили признать связь с троцкистами, а также их тлетворное влияние на своё творчество и факт того, что он, якобы руководствуясь их наставлениями, намеренно искажал действительность и умалял роль партии. Писатель также «подтвердил», что вёл «антисоветские разговоры» среди других литераторов, артистов и кинорежиссёров (Ю. Олеша, В. Катаев, С. Михоэлс, Г. Александров, С. Эйзенштейн), «шпионил» в пользу Франции. Из протокола:

Бабель показал, что в 1933 году через Илью Эренбурга он установил шпионские связи с французским писателем Андре Мальро, которому передавал сведения о состоянии Воздушного флота.

Военной коллегией Верховного Суда СССР он был приговорён к высшей мере наказания и был расстрелян на следующий день, 27 января 1940 года. Расстрельный список был подписан Секретарём ЦК ВКП(б) И. В. Сталиным. Прах писателя захоронен в общей могиле № 1 Донского кладбища.
Факт расстрела Исаака Бабеля скрывался. Супруга писателя Антонина Пирожкова регулярно подавала запросы о состоянии заключённого и получала ответ: «Жив, здоров, содержится в лагерях». При реабилитации в декабре 1954 года ей выдали справку о том, что Бабель умер в 1941 году от паралича сердца, и лишь в 1984 году стал известен точный год смерти.
С 1939 по 1955 года имя Бабеля было изъято из советской литературы. В 1954 году посмертно реабилитирован. При активном содействии Константина Паустовского, хорошо знавшего Бабеля и оставившего о нём тёплые воспоминания, после 1956 года Бабель был возвращён в советскую литературу. В 1957 году был издан сборник «Избранное» с предисловием Ильи Эренбурга, который назвал Исаака Бабеля одним из выдающихся писателей XX века.

## Семья
Отец писателя умер в 1924 году, после этого мать Бабеля и его сестра Мери с мужем эмигрировали, жили в Бельгии.
- Первая жена (брак зарегистрирован в Одессе 10 августа 1919 года)[60] — Евгения Борисовна (Хаим-Беровна) Гронфайн (27 октября 1896, Переяслав — 17 мая 1957, Париж)[61][62], художница, дочь переяславского (впоследствии киевского) купца первой гильдии Бориса Вениаминовича (Хаима-Бера Бенционовича-Вениаминовича) Гронфайна[63][64], в 1900-х годах обосновавшегося с семьёй в Киеве, где он занимался торговлей сельскохозяйственными машинами и оборудованием для пищевой промышленности[65] и где дочь окончила женское коммерческое училище Л. Н. Володкевич[66] (доходный пятиэтажный дом Гронфайна, где жила и его семья, располагался на улице Мариинско-Благовещенской, № 33—35, угол Кузнечной, и был выстроен в готичском стиле в 1910—1911 годах по проекту И. А. Зекцера)[67][68]; в 1925 году Евгения Гронфайн выехала во Францию.
  - Дочь — Наталья (в замужестве Натали Бабель Браун, 1929—2005), американский литературовед, под чьей редакцией было издано на английском языке полное собрание сочинений Исаака Бабеля[69].
- Гражданская жена, с которой он стал близок после расставания с Евгенией Гронфайн, — актриса Тамара Владимировна Каширина (впоследствии Иванова, супруга писателя Всеволода Иванова).
  - Их сын, названный Эммануилом (1926—2000), был известен в хрущёвское время как художник Михаил Иванов, член «Группы девяти»; воспитывался в семье отчима В. В. Иванова, считая себя его сыном.

После расставания с Кашириной Бабель, выезжавший за границу, на некоторое время воссоединился с первой женой, которая родила дочь Наталью.
- Вторая жена (с 1934 года) — Антонина Николаевна Пирожкова (1909—2010), инженер[70][71].
  - Дочь Лидия (род. 1937), с 1996 года проживает в США.
    - Внук — Андрей Малаев-Бабель, режиссёр и театральный педагог, профессор Университета штата Флорида (Сарасота, США)[72][73].

## Литературное влияние
Творчество Бабеля оказало огромное влияние на литераторов так называемой «южнорусской школы» (Ильф, Петров, Олеша, Катаев, Паустовский, Светлов, Багрицкий) и получило широкое признание в Советском Союзе, его книги переведены на многие иностранные языки.

Наследие репрессированного Бабеля в чём-то разделило его судьбу. Его начали снова печатать лишь после «посмертной реабилитации» в 1950-х годах, при этом его произведения подвергались сильной цензуре. Дочь писателя, американская гражданка Натали Бабель (Браун, англ. Natalie Babel Brown, 1929—2005), сумела собрать малодоступные и неопубликованные произведения и издать их с комментариями («The Complete Works of Isaac Babel», 2002). Его рассказы оказали большое влияние на таких американских новеллистов, как Раймонд Карвер, Хьюберт Селби младший и Денис Джонсон, каждый из которых говорил, что всего лишь подражает бабелевскому стилю. Эрнест Хемингуэй признал, прочитав «Конармию», что «Стиль Бабеля даже лаконичнее моего», очень высоко ставя его писательский талант. Произведения Бабеля вызвали интерес во всём мире. Так, Хорхе Луис Борхес в молодости писал про «Конармию»:
Музыка его стиля контрастирует с почти невыразимой жестокостью некоторых сцен.

## Исследование жизни и творчества
- Одними из первых исследователей творчества И. Э. Бабеля были И. А. Смирин и харьковский литературовед и театральный критик Л. Я. Лившиц.
- После посмертной реабилитации писателя очерк его творчества подготовил московский литературовед и критик Ф. М. Левин.
- В позднее советское и раннее постсоветское время жизненный путь и литературное наследие писателя наиболее активно изучал московский инженер, коллекционер миниатюрных книг Ушер Моисеевич Спектор (умер в 1993).
- Литературовед Елена Иосифовна Погорельская (Москва) — автор многих статей и публикаций, посвященных жизни, творчеству и эпистолярному наследию Бабеля.
- Творческую биографию Бабеля и обстоятельства его трагической кончины длительное время исследует литературовед С. Н. Поварцов (Омск).
- Одесским страницам жизни Бабеля посвятил ряд публикаций краевед А. Ю. Розенбойм (Ростислав Александров), киевским — историк М. Б. Кальницкий.
- В апреле 1989 года в Одессе состоялись «Первые Бабелевские чтения».

## Киновоплощения
- В сериале «Утёсов. Песня длиною в жизнь» роль писателя сыграл актёр Аркадий Гарцман.

## Память
- Ещё в 1968 году группа альпинистов-одесситов, покорив на Памире безымянный пик высотой 6007 м, назвала его пиком Бабеля (наименование было утверждено два года спустя)[80].
- В 1989 году одна из улиц Молдаванки (Виноградная) получила название в честь Бабеля.

Памятник Исааку Бабелю в Одессе.

Мемориальная доска в Одессе, на доме, где он жил

- - Торжественное открытие памятника писателю в Одессе состоялось 4 сентября 2011 года. Автор памятника — народный художник РФ Георгий Франгулян. Монумент установлен на пересечении улиц Жуковского и Ришельевской, напротив дома, где он когда-то жил. Скульптурная композиция представляет собой фигуру писателя, сидящего на ступеньках, и катящееся колесо, на котором начертано «Исаак Бабель». Территория у памятника выложена традиционной одесской брусчаткой. Памятник был сооружён по инициативе Всемирного клуба одесситов на средства спонсоров со всего мира[81].
  - В городе Одесса на доме расположенном по адресу ул. Ришельевская 17, где жил писатель, установлена мемориальная доска[82][83]. Сам дом — памятник архитектуры, построен в начале XX века по проекту Самуила Гальперсона. Первоначально здание принадлежало инженеру С. Райху и являлось доходным домом. Семья Бабеля поселилась сюда после возвращения из Николаева в 1905 году. Их квартира № 10 находилась на четвёртом этаже, балкон выходил на улицу Ришельевскую. Владел квартирой отец писателя Эммануил Бабель — предприниматель, имевший контору по продаже земледельческих машин. Там же до своей смерти в 1913 году жила бабушка писателя Миндля Ароновна, которая стала героиней одного из ранних произведений писателя «Детство. У бабушки». В 2015 году были завершены работы по капитальной реконструкции этого здания. Дворик украшен изображениями достопримечательностей Одессы и сюжетов из её истории[84][85].
  - В честь И. Э. Бабеля назван астероид (5808) Бабель, открытый астрономом Людмилой Карачкиной в Крымской Астрофизической обсерватории 27 августа 1987 года.

### Стирание памяти
26 июля 2024 улица Бабеля в г. Одесса (Украина) была переименована в улицу Дмитрия Иванова (укр. Дмитро Іванова), в честь погибшего уроженца Одессы, военнослужащего 122-й отдельной бригады территориальной обороны Вооружённых сил Украины.
26 июля 2024 улица Бабеля в г. Первомайск (Николаевская обл., Украина) была переименована в улицу Ромскую (укр. Ромьска).

## Литературное наследие
Всего Бабелем написано около 80 рассказов, объединённых в сборники, две пьесы и пять киносценариев.
- Цикл статей «Дневник» (1918) о работе в ЧК и Наркомпросе.
- Серия очерков «На поле чести» (1920) на основе фронтовых записок французских офицеров.
- «Конармейский дневник 1920 года»
- Сборник «Конармия» (1926), переизд. 1933.
- «Одесские рассказы» (1931).
- Пьеса «Закат» (1928).
- Пьеса «Мария» (1935).
- Неоконченный роман «Великая Криница», из которого была опубликована только первая глава «Гапа Гужва» («Новый мир», № 10, 1931). Уже после смерти автора была опубликована вторая глава «Колывушка».
- фрагмент повести «Еврейка» (опубликован в 1968 году).

## Издания сочинений
- Любка Козак. — М., Огонек, 1925
- Рассказы. — М., Огонёк, 1925. — 32 с.
- Рассказы. — М.—Л., ГИЗ, 1925. — 112 с.
- Беня Крик. — М., Круг, 1926
- Либретто кинофильма «Беня Крик». Вироб Одеської фабрики ВУФКУ 1926 року. Киев, 1926. — 8 с. — 5000 экз[88].
- Блуждающие звезды. — М., Кинопечать, 1926
- История моей голубятни. — М.—Л., ЗИФ, 1926. — 80 с.
- Конармия. — М.—Л., ГИЗ, 1926
- Рассказы. — М.—Л., ГИЗ, 1926
- История моей голубятни. — Париж, 1927
- История моей голубятни. — М.—Л., ЗИФ, 1927
- Конармия. — М.—Л., ГИЗ, 1927
- Конармия. — М., ФОСП, 1927
- Конец св. Ипатия. — М.—Л., ЗИФ, 1927
- Рассказы. — М.—Л., ГИЗ, 1927 — 64 с.
- Рассказы. — М.—Л., ГИЗ, 1927. — 128 с.
- Закат. — М., «Круг», 1928. — 96 с., 5 000 экз.
- Конармия.— М.—Л., ГИЗ, 1928
- История моей голубятни. — М., ГИЗ, 1930
- Конармия. — М.—Л., ГИЗ, 1930
- Одесские рассказы. — М., ОГИЗ-ГИХЛ, 1931. — 144 с., 10 000 экз.
- Конармия. — М., ОГИЗ-ГИХЛ, 1931
- Рассказы. — М., Федерация, 1932
- Конармия. — М., ГИХЛ, 1933
- Рассказы. — М., Гослитиздат, 1934
- Мария. — М., Гослитиздат, 1935. — 66 с., 3 000 экз.
- Рассказы. — М., Гослитиздат, 1935
- Избранные рассказы. — М., 1936, 2008. — 40 с., 40 000 экз. (Библиотека «Огонёк»).
- Рассказы. — М., Гослитиздат, 1936
- Избранное / Предисл. И. Эренбурга. — М., Гослитиздат, 1957.
- Избранное / Вступ. ст. Л. Поляк. — М., Художественная литература, 1966.
- Избранное / Предисл. И. Эренбурга, составление и подг. Г. Мунблита, худ. Г. Ефремова — Кемерово, 1966
- Конармия. Избранные произведения / Послесл. В. Звиняцковского; Илл. Г. Гармидера. — Киев: Дніпро, 1989. — 350 с.
- Пробуждение: Очерки. Рассказы. Киноповесть. Пьеса / Сост., подг. текстов, вступ. статья, примеч., хронологич. указатель У. М. Спектора. — Тбилиси: Мерани, 1989. — 432 с.
- Избранное / Сост., предисл. и коммент. В. Я. Вакуленко. — Фрунзе: Адабият, 1990. — 672 с.
- Конармия / Сост. А. Н. Пирожкова-Бабель/. Вошли: Конармия. Конармейский дневник 1920 года. Одесские рассказы. Публицистика. Рассказы разных лет. Воспоминания, портреты, статьи. М.: Правда (Библиотека журнала «Знамя»), 1990. 480 стр. Тираж 400 тыс. экз.
- Сочинения: В 2 тт. — М.: ИХЛ, 1990 / сост. А. Пирожкова, вступ. ст. Г. Белой, прим. С. Поварцова, допечатка т. 1 — 1991, т. 2 — 1992 г.
- Одесские рассказы.- Одесса: Добровольное общество любителей книги. 1991, стр. 221, формат 93×67 мм, тираж 20 000 экз, тв.переплёт.
- Сочинения в двух томах. М., Терра, 1996., 15 000 экз.
- Дневник 1920 (конармейский). — М.: МИК, 2000.
- Конармия И. Э. Бабель. — Москва: Детская литература, 2001.
- Собрание сочинений: В 2 т. — М., 2002.
- Собрание сочинений: В 4 т. / Сост., прим., вступ. ст. И. Н. Сухих. М.: Время, 2006.
- Собрание сочинений: В 3 т. / Сост., прим. вступ. ст. И. Н. Сухих. СПб.: Азбука, 2012. — 2 000 экз.
- Рассказы / Сост., подг. текстов, послесловие, коммент. Е. И. Погорельской. СПб.: Вита Нова, 2014. — 1000 экз.
- Письма другу: Из архива И. Л. Лившица / Сост., подг. текстов и коммент. Е. Погорельская. М.: Три квадрата, 2007. — 3000 экз.
- Конармия / Издание подготовила Е. И. Погорельская. Отв. редактор Н. В. Корниенко. М.: Наука, 2018. — 470 с. (серия «Литературные памятники»)

## Постановки спектаклей
Пьеса «Закат», которую показал на сцене МХАТ 2-й ещё при жизни автора (1928), в перестроечное и постсоветское время была вновь поставлена многими театрами, в том числе:
- в 1987 году режиссёром Андреем Гончаровым в Московском театре имени В. Маяковского;
- в 1998 году режиссёром Семеном Спиваком в Молодёжном театре на Фонтанке (спектакль «Крики из Одессы»);
- в 2001 году режиссёром Мариной Глуховской в Омском академическом театре драмы.
- В 2012 году режиссёром Диденко, Максимом Владимировичем в Центре им. Мейерхольда. Архивировано 23 января 2019 года.

Ряд театров — Театр им. Е.Вахтангова в Москве, Рижский театр русской драмы и др. — поставили мюзикл «Биндюжник и Король» (музыка Александра Журбина, либретто Асара Эппеля), созданный по мотивам той же пьесы; в нескольких постановках шёл под названием «Закат».
Начиная с 1960-х годов, в профессиональных и самодеятельных театрах разных городов СССР осуществлялись постановки инсценировок по «Конармии» и «Одесским рассказам». В 1968 г. в Ленинграде режиссёр Ефим Давидович Табачников поставил спектакль по пьесе И.Бабеля «Мария» в народном театре при Дворце культуры Ленсовета. Наиболее известен спектакль «Пять рассказов Бабеля», поставленный Ефимом Кучером в Театре на Таганке (1980).

## Экранизации
| Название                             | Год  | Режиссёр                   | В главной роли    | Примечания |
| ------------------------------------ | ---- | -------------------------- | ----------------- | ---------- |
| «Беня Крик» / «Карьера Бени Крика»   | 1926 | Владимир Вильнер           | Юрий Шумский      | немой      |
| «Биндюжник и король»                 | 1989 | Владимир Алеников          | Максим Леонидов   |            |
| «Искусство жить в Одессе»            | 1989 | Георгий Юнгвальд-Хилькевич | Сергей Колтаков   |            |
| «Закат»                              | 1990 | Александр Зельдович        | Виктор Гвоздицкий |            |
| «Жизнь и приключения Мишки Япончика» | 2011 | Сергей Гинзбург            | Евгений Ткачук    |            |

По сценарию Исаака Бабеля снят документальный фильм 1935 года «Одесса», он же читает в нём закадровый текст.